# Mitrephora reflexa
Mitrephora reflexa är en kirimojaväxtart som beskrevs av Elmer Drew Merrill. Mitrephora reflexa ingår i släktet Mitrephora och familjen kirimojaväxter. Inga underarter finns listade i Catalogue of Life.